# شركة النفط العمانية
أوكيو ش.م.ع.م (بالإنجليزية: OQ) عُرفت سابقاً باسم شركة النفط العمانية (بالإنجليزية: OOC) هي شركة تجارية مملوكة بالكامل لحكومة سلطنة عمان من خلال جهاز الإستثمارالعماني.
تتنوع أنشطة أوكيو في قطاعات عدة مثل البنية التحتية ونقل الطاقة وتكرير النفط وإنتاج البتروكيماويات وتسويق النفط وتوليد الطاقة، وتتوزع عملياتها في ١٧ دولة مختلفة. يبلغ إنتاج أوكيو من النفط حوالي 200 ألف برميل يومياً حسب تقرير شهر يونيو 2022.

## تاريخ الشركة

### 1982 - 2000
- 1982 - شركة مصفاة نفط عمان: تأسست شركة أوكيو تحت اسم شركة مصفاة عمان في عام بطاقة تصل إلى 50 ألف برميل في اليوم.[6]

- 1996 – شركة النفط العمانية: تأسست شركة النفط العمانية من قبل حكومة سلطنة عُمان.[6]

- 2000 – تأسست شركة منفصلة للغاز أطلق عليها اسم شركة الغاز العمانية.[7][8]

### 2001 - 2010
- 2003 – تم تأسيس شركة النفط العمانية للتسويق (نفط عُمان).[9]

- 2006 – تم تأسيس شركة عُمان للتجارة الدولية، وتم تأسيس القسم التجاري في نفس العام.[10]

- 2007 – تم إنشاء شركة المصافي والبتروكيماويات العمانية وذلك بدمج شركة مصفاة عُمان وشركة مصفاة صحار.[11]

- 2009 – تم تأسيس شركة النفط العمانية للإستكشاف والإنتاج.[12]

- 2010 – تم إطلاق برنامج التفاحة والذي يهدف إلى دمج شركة المصافي والبتروكيماويات والشركة العمانية للبولي بروبلين والشركة العمانية للعطريات المحدودة.

### 2011 - 2020
- 2011 – بعد المرحلة الأولية من الإندماج، تم تأسيس شركة أوربك.[13][14]

- 2013 – إستحوذت أوكيو على شركة أوكسيا ومقرها في ألمانيا.[15]
- 2014 – بدأ بناء مشروع تطوير مصفاة صحار.[16][17]

- 2017 – الإعلان عن مشروع مشترك بين شركة النفط الكويتية العالمية وأوكيو لتطوير مصفاة الدقم ومجمع البتروكيماويات.[18] وفي نفس العام، بدأت الشركة العمانية للصهاريج التابعة لأوكيو ببناء محطة تخزين النفط الخام بالقرب من منطقة رأس مركز.[19][20][21]

- 2018 – اطلاق برنامج نخلة،[6] وفي نفس العام بدأ إنشاء مصفاة الدقم،[22] وكذلك الأعمال الأساسية لمشروع صلالة لغاز البترول المسال ومشروع أمونيا صلالة.[23]

- 2018 – مشروع تحسين مصفاة صحار.[24]

- 2019 – اندمجت مجموعة أوربك مع شركة النفط العمانية وحصلت الشركة المشتركة على تسمية أوكيو وهي إختصار لكلمتي «عمان» و«قابوس» باللغة الإنجليزية.[25][6]
- 2020 – أوكيو وبالإشتراك مع وزارة التراث والسياحة يعلنان عن إفتتاح المركز السياحي بمركز الأثار بولاية دبا.[26]

### 2021 - الآن
- سبتمبر 2021 – توقيع اتفاقية تطوير مشتركة بين أوكيو، ماروبيني كوربوريشن، لندي ودوتكو لتطوير مشروع الهيدروجين الأخضر والأمونيا الخضراء في صلالة.[27][28]
- ديسمبر 2021 – افتتاح مشروع مجمع لوى للصناعات البلاستيكية في صحار والذي بدأ العمل عليه في مايو 2020.[29]
- يوليو 2022 – وقعت أوكيو اتفاقية مع وزارة التعليم العالي والبحث العلمي والابتكار، وتمت الموافقة على تمويل إنشاء الكليات المهنية وذلك بتخصيص مبلغ 20,000 ريال عماني لتمويل وتجهيز عدد من مختبرات الكليات المهنية التابعة للوزارة.[30][31]

## الشركات الفرعية
- شركة النفط العمانية

- شركة أوربك

- شركة النفط العمانية للاستكشاف والإنتاج

- شركة الغاز العمانية

- شركة صلالة للميثانول

- الشركة العمانية العالمية للمتاجرة

- شركة أوكسيا

- مشروع صلالة للغاز البترولي المسال

- مصفاة الدقم[32]

### الموظفين
يعمل في أوكيو بناءا على تقرير أوكيو للاستدامة 2020 أكثر من 6000 موظف من 53 جنسية مختلفة، ويشكل من أعمارهم تحت الـ 40 عاماً نسبة 80٪ من إجمالي الموظفين طبقا.

## مجلس الإدارة
- ملهم بن بشير الجرف (رئيس مجلس الإدارة)[34]

- سعيد بن عبد الله الحاتمي (نائب رئيس مجلس الإدارة)[34]

- أشرف بن حمد بن مانع المعمري (الرئيس التنفيذي للمجموعة)[35]